# Mustafa Buamar
Mustafa Yaser Buamar (7 de marzo de 1998) es un deportista argelino que compite en judo. Ganó cinco medallas en el Campeonato Africano de Judo entre los años 2021 y 2025.

## Palmarés internacional
| Campeonato Africano | Campeonato Africano      | Campeonato Africano | Campeonato Africano |
| Año                 | Lugar                    | Medalla             | Categoría           |
| ------------------- | ------------------------ | ------------------- | ------------------- |
| 2021                | Dakar (Senegal)          | Medalla de oro      | –100 kg             |
| 2022                | Orán (Argelia)           | Medalla de plata    | –100 kg             |
| 2023                | Casablanca (Marruecos)   | Medalla de oro      | –100 kg             |
| 2024                | El Cairo (Egipto)        | Medalla de bronce   | –100 kg             |
| 2025                | Abiyán (Costa de Marfil) | Medalla de bronce   | +100 kg             |